# Gabriel Bonvalot

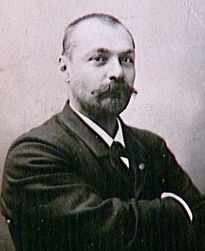
Gabriel Bonvalot

Pierre Gabriel Édouard Bonvalot (* 13. Juli 1853 in Épagne im Department Aube; † 10. Dezember 1933 in Paris) war ein französischer Forschungsreisender und Autor. 

## Leben
In den Jahren von 1880 bis 1882 bereiste er Zentralasien, forschte in Kohistan und kehrte nach Frankreich über Buchara, das Kaspische Meer und den Kaukasus zurück. 
1886 überquerte er zum ersten Mal den Pamir von Ferghana in Turkestan nach Tschitral in Indien. 
Er durchquerte Tibet vom Lop Nor nach Nam Co (1889), durchreiste Asien von Sibirien nach Tonkin (1889–90) und leitete eine offizielle Mission nach Entotto in Äthiopien. 
Der französische Landschaftsmaler Albert Pépin (1849–1917) begleitete Bonvalot auf seiner Forschungsreise durch Zentralasien.

## Werke
- De Moscou en Bactriane (1884)
- Du Caucase aux Indes; a travers Le Pamir (1889)
- De Paris au Tonkin à travers Tibet inconnu (1892)
- L' Asie inconnue (1896)
- Marco Polo (1925)